# Séverine Autesserre

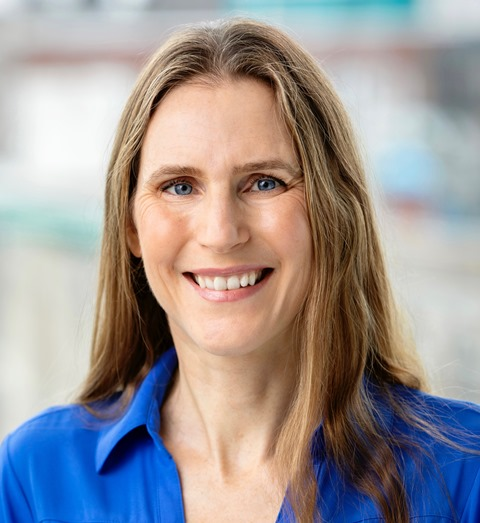
Séverine Autesserre

Séverine Autesserre (* 6. Dezember 1976) ist eine französisch/US-amerikanische Politikwissenschaftlerin, die als Professorin und Lehrstuhlinhaberin am Barnard College in New York City forscht und lehrt. Ihre Spezialgebiete sind Internationale Beziehungen und Afrikaforschung. Neben ihrer Professur ist sie Senior Research Scholar am Arnold A. Saltzman Institute of War and Peace Studies der Columbia University.
Während ihres Studiums war Autesserre für humanitäre Organisationen (wie Ärzte ohne Grenzen und Ärzte der Welt) und Entwicklungsorganisationen in Afghanistan, im Kosovo, in der Demokratischen Republik Kongo, in Nicaragua und in Indien tätig. 
Sie schloss 1997 mit einer Licence in Politikwissenschaft an der Universität Paris IV (Paris-Sorbonne) und 1999 mit dem Diplom des Institut d’études politiques de Paris (Sciences-Po) in Internationalen Beziehungen ab. Den Master-Titel in International Affairs erwarb sie 2000 an der Columbia University. 2006 wurde sie im Fach Politikwissenschaft an der New York University zur Ph.D. promoviert. Titel ihrer Dissertationsschrift ist: Local Violence, International Indifference? Post-Conflict ‘Settlement’ in the Eastern D.R. Congo. 
Seit 2007 ist sie Hochschullehrerin am Barnard College, von 2007 bis 2015 als Assistent Professor, dann bis 2017 als Associate Professor und anschließend als Full Professor.
2012 wurde sie mit dem Grawemeyer Award ausgezeichnet. 2021 wurde Autesserre von der französischen Regierung zum Chevalier des l'Ordre des Palmes Académiques ernannt.

## Schriften (Auswahl)
- The frontlines of peace. An insider's guide to changing the world. Oxford University Press, New York 2021, ISBN 978-0-19754-113-5.
- Peaceland. Conflict resolution and the everyday politics of international intervention. Cambridge University Press, Cambridge/New York 2014, ISBN 978-1-10705-210-9.
- The trouble with the Congo. Local violence and the failure of international peacebuilding. Cambridge University Press, Cambridge/New York 2010, ISBN 978-0-52119-100-5.